# XIVe législature du Parlement grec
La XIVe législature du Parlement grec (en grec ΙΔ΄ Βουλευτική Περίοδος) est la législature du Parlement grec du 17 au 19 mai 2012. Elle est composée des 300 députés élus lors des élections législatives grecques de mai 2012. Il s'agit de la quatorzième législature de la Troisième République grecque.
Les élections législatives n'ont pas permis de dégager une majorité parlementaire. Après l'échec de la formation d'un gouvernement, le président de la République nomme un gouvernement de transition dirigé par Panagiótis Pikramménos et dissout le Parlement grec le 19 mai 2012. La XIVe législature n'a siégé que deux jours, pour la cérémonie d'investiture et l'élection du bureau. Le président du Parlement grec est Vyron Polydoras.

## Contexte

### Situation

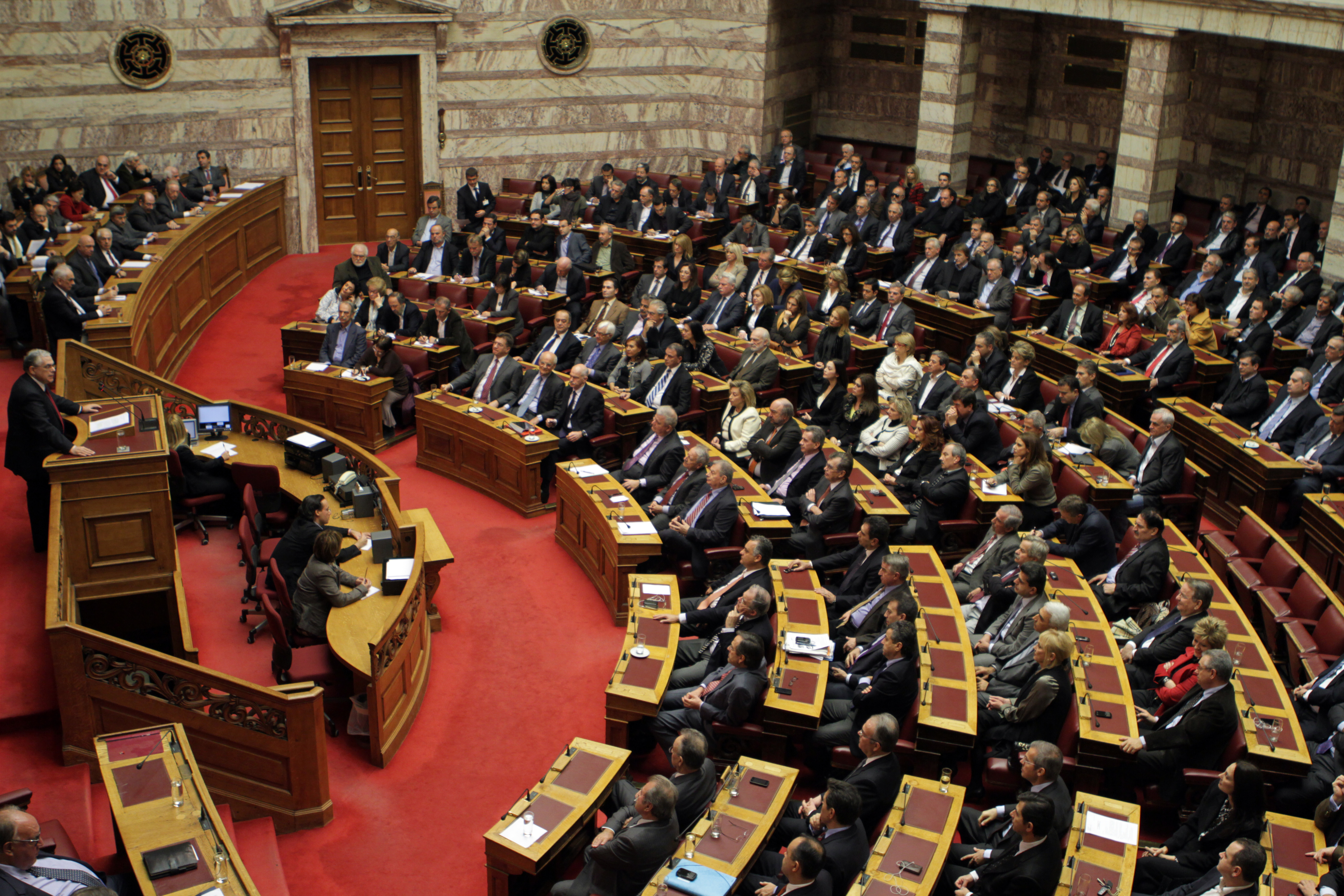
La XIIIe législature du Parlement grec, en 2011.

La XIIIe législature, issue des élections législatives d'octobre 2009, avait donné une majorité au Mouvement socialiste panhellénique (PASOK), qui détenait la majorité absolue des sièges et composait le gouvernement de Giórgos Papandréou.
La Grèce est touchée par la récession économique depuis 2008, qui s'est doublée d'une crise des finances publiques à partir de l'annonce par le Premier ministre d'un déficit public estimé à 12,7 % pour l'année 2009. Confronté à la défiance des marchés financiers, qui s'est traduite par une forte hausse des primes de risque, l'État a éprouvé des difficultés croissantes à emprunter. Le gouvernement de Giórgos Papandréou a eu pour objectif de réduire le déficit public en menant une politique d'austérité budgétaire, qui a consisté à diminuer les dépenses publiques et à augmenter les prélèvements obligatoires. En mai 2010, la Grèce a également conclu un accord avec l'Union européenne et le Fonds monétaire international (FMI) : il prévoit l'octroi de prêts des autres États membres de la zone euro et du FMI, conditionnés à la mise en œuvre de mesures d'austérité supplémentaires. Les plans d'austérité successifs adoptés en 2010 et 2011 ont suscité d'importants mouvements de protestation.
La récession et les difficultés financières de la Grèce ont néanmoins persisté, menaçant la Grèce d'une sortie de la zone euro en cas de défaut souverain. En octobre 2011, le Premier ministre a conclu un accord avec les autres membres du Conseil européen sur un deuxième programme de prêts internationaux, qu'il a proposé de soumettre à référendum. La proposition a été immédiatement critiquée par d'autres gouvernements européens, et contestée au sein même de la majorité parlementaire. Le Premier ministre a alors retiré sa proposition et démissionné dans les jours suivants.
Le nouveau gouvernement de Loukás Papadímos, nommé le 11 novembre 2011, était composé d'une coalition entre le PASOK, la Nouvelle Démocratie et l'Alerte populaire orthodoxe (LAOS). Son programme a consisté à conclure et à exécuter le deuxième mémorandum d'accord avec l'Union européenne et le FMI, qui comprend une restructuration de la dette détenue par les créanciers privés, l'octroi de prêts par les institutions européennes et le FMI, et l'adoption de nouvelles mesures d'austérité budgétaire. Son mandat achevé, et dans un contexte de tensions sociales et politiques, le gouvernement a annoncé la dissolution du Parlement et l'organisation d'élections législatives anticipées en mai 2012.
La situation économique et sociale est fortement dégradée. Le produit intérieur brut (PIB) a diminué de 6,9 % pour la seule année 2011, et de 20 % depuis 2008. En mai 2012, 23,1 % de la population active est au chômage. Le salaire moyen a baissé de 25,3 % en 2011.

### Élections législatives de mai 2012
Les élections législatives ont lieu le 6 mai 2012. Elles voient la défaite des deux grands partis traditionnels et la fragmentation de l'électorat, qui débouche sur l'absence de majorité parlementaire.
La Nouvelle Démocratie et le PASOK, qui ont été au pouvoir successivement puis ensemble depuis 2007, enregistrent des pertes importantes. La Nouvelle Démocratie arrive en tête, mais avec 18,85 % des voix, elle obtient seulement 108 sièges malgré la prime majoritaire qui lui revient. Le PASOK subit la plus lourde défaite : il arrive troisième en recueillant 13,18 % des voix et 41 sièges. Les deux partis détiennent ensemble 149 des 300 sièges du Parlement, soit deux sièges de moins que la majorité absolue.
Cinq autres partis politiques sont représentés au Parlement grec. La Coalition de la gauche radicale (SYRIZA) réalise une percée notable en obtenant 52 sièges. Les Grecs indépendants obtiennent 33 sièges, le Parti communiste de Grèce 26 sièges, l'Aube dorée 21 sièges et la Gauche démocrate (DIMAR) 19 sièges.
L'absence de majorité parlementaire fait craindre une crise institutionnelle, d'autant plus qu'aucune coalition gouvernementale ne paraît possible. Les clivages politiques opposent d'une part les partis de gauche aux partis de droite, d'autre part les partis favorables à l'application du mémorandum à ceux qui s'opposent à la poursuite de la politique d'austérité budgétaire.

## Organisation

### Entrée en fonction
La réunion inaugurale de la XIVe législature a lieu le 17 mai 2012. Les députés prennent leurs fonctions après leur prestation de serment. La SYRIZA et le Parti communiste de Grèce ont fait connaître leur opposition au serment religieux orthodoxe. Une partie de leurs membres participent à titre personnel à la cérémonie religieuse : Evángelos Apostólou, Manólis Glézos, Panayótis Kouroumblís, Aléxis Mitrópoulos, Sofía Sakoráfa (SYRIZA) et Liána Kanélli (KKE). Deux députés de la SYRIZA et un député du PASOK optent pour un serment religieux musulman.
Le député du PASOK Mimis Androulakis est absent de la cérémonie pour protester contre l'entrée au Parlement du parti néo-nazi Aube dorée.
Le choix par les présidents de parti de siéger pour l'une des deux circonscriptions dans laquelle ils ont été élus est annoncé par le président de séance.
| Nom                    | Parti | Parti                                      | Siège retenu    | Siège cédé       |
| ---------------------- | ----- | ------------------------------------------ | --------------- | ---------------- |
| Antónis Samarás        |       | Nouvelle Démocratie (ND)                   | Messénie        | Magnésie         |
| Aléxis Tsípras         |       | Coalition de la gauche radicale (SYRIZA)   | Athènes A       | Achaïe           |
| Evángelos Venizélos    |       | Mouvement socialiste panhellénique (PASOK) | Thessalonique A | Héraklion        |
| Pános Kamménos         |       | Grecs indépendants (ANEL)                  | Évros           | Athènes B        |
| Aléka Paparíga         |       | Parti communiste de Grèce (KKE)            | Athènes B       | Thessalonique A  |
| Nikólaos Michaloliákos |       | Aube dorée (XA)                            | Athènes A       | Athènes B        |
| Fótis Kouvélis         |       | Gauche démocrate (DIMAR)                   | Athènes B       | Étolie-Acarnanie |

### Liste des députés
La XIVe législature est composée de 300 députés.

### Bureau
Le président du Parlement grec est Vyron Polydoras élu le 18 mai 2012, avec 179 votes « pour », 112 votes blancs et 2 votes nuls.
Les fonctions de vice-président, de questeur et de secrétaire sont répartis entre les groupes politiques conformément au règlement du Parlement.
| Fonction                 | Nom                    | Groupe politique | Groupe politique          | Pour | Blancs | Nuls |
| ------------------------ | ---------------------- | ---------------- | ------------------------- | ---- | ------ | ---- |
| Président                | Vyron Polydoras        |                  | Nouvelle Démocratie       | 179  | 112    | 2    |
| Premier vice-président   | Ioánnis Tragákis       |                  | Nouvelle Démocratie       | 202  | 77     | 2    |
| Deuxième vice-président  | Athanasios Nakos       |                  | Nouvelle Démocratie       | 202  | 77     | 2    |
| Troisième vice-président | Spyrídon Taliadoúros   |                  | Nouvelle Démocratie       | 202  | 77     | 2    |
| Quatrième vice-président | Anastásios Kourákis    |                  | SYRIZA                    | 167  | 114    | 0    |
| Cinquième vice-président | Leonídas Grigorákos    |                  | PASOK                     | 208  | 73     | 0    |
| Sixième vice-présidente  | María Kóllia-Tsarouchá |                  | Grecs indépendants        | 185  | 96     | 0    |
| Septième vice-présidente | Elpída Panteláki       |                  | Parti communiste de Grèce | 190  | 91     | 0    |

| Fonction   | Nom                              | Groupe politique | Groupe politique    | Pour | Blancs | Nuls |
| ---------- | -------------------------------- | ---------------- | ------------------- | ---- | ------ | ---- |
| Questeur   | Konstantínos Kontogeórgos        |                  | Nouvelle Démocratie | 195  | 86     | 0    |
| Questeur   | Timoléon Kopsachílis             |                  | Nouvelle Démocratie | 195  | 86     | 0    |
| Questrice  | Réna Doúrou                      |                  | SYRIZA              | 156  | 125    | 0    |
| Secrétaire | Dionysía-Theodóra Avgerinopoúlou |                  | Nouvelle Démocratie | 195  | 86     | 0    |
| Secrétaire | Chrístos Dímas                   |                  | Nouvelle Démocratie | 195  | 86     | 0    |
| Secrétaire | Konstantínos Karankoúnis         |                  | Nouvelle Démocratie | 195  | 86     | 0    |
| Secrétaire | Máximos Senetákis                |                  | Nouvelle Démocratie | 195  | 86     | 0    |
| Secrétaire | Zoí Konstantopoúlou              |                  | SYRIZA              | 156  | 125    | 0    |
| Secrétaire | Konstantínos Triantáfyllos       |                  | PASOK               | 182  | 99     | 0    |

### Groupes politiques

#### Composition des groupes politiques
Sept groupes politiques sont représentés au Parlement grec dans sa XIVe législature : la Nouvelle Démocratie, la Coalition de la gauche radicale (SYRIZA), le Mouvement socialiste panhellénique (PASOK), les Grecs indépendants (ANEL), le Parti communiste de Grèce (KKE), Aube dorée (XA) et la Gauche démocrate (DIMAR). Aucun parti n'a obtenu la majorité absolue.
| Groupe | Groupe                                     | Mai 2012 |
| ------ | ------------------------------------------ | -------- |
|        | Nouvelle Démocratie (ND)                   | 108      |
|        | Coalition de la gauche radicale (SYRIZA)   | 52       |
|        | Mouvement socialiste panhellénique (PASOK) | 41       |
|        | Grecs indépendants (ANEL)                  | 33       |
|        | Parti communiste de Grèce (KKE)            | 26       |
|        | Aube dorée (XA)                            | 21       |
|        | Gauche démocrate (DIMAR)                   | 19       |
| Total  | Total                                      | 300      |

#### Présidents des groupes politiques
Selon le règlement du Parlement grec, les groupes politiques sont présidés par leurs présidents de parti lorsque ceux-ci sont eux-mêmes députés.
| Nom                    | Parti | Parti                                      |
| ---------------------- | ----- | ------------------------------------------ |
| Antónis Samarás        |       | Nouvelle Démocratie (ND)                   |
| Aléxis Tsípras         |       | Coalition de la gauche radicale (SYRIZA)   |
| Evángelos Venizélos    |       | Mouvement socialiste panhellénique (PASOK) |
| Pános Kamménos         |       | Grecs indépendants (ANEL)                  |
| Aléka Paparíga         |       | Parti communiste de Grèce (KKE)            |
| Nikólaos Michaloliákos |       | Aube dorée (XA)                            |
| Fótis Kouvélis         |       | Gauche démocrate (DIMAR)                   |

### Circonscriptions

Les 56 circonscriptions législatives de la Grèce

Parmi les 300 députés au Parlement grec, 288 sont élus dans les 56 circonscriptions législatives de la Grèce, et 12 sont élus sur les listes nationales.
| Circonscription  | Nombre de sièges |
| ---------------- | ---------------- |
| Athènes A        | 17               |
| Athènes B        | 42               |
| Le Pirée A       | 6                |
| Le Pirée B       | 8                |
| Attique          | 12               |
| Étolie-Acarnanie | 8                |
| Argolide         | 3                |
| Arcadie          | 3                |
| Arta             | 3                |
| Achaïe           | 9                |
| Béotie           | 4                |
| Grévéna          | 1                |
| Dráma            | 3                |
| Dodécanèse       | 5                |
| Évros            | 4                |
| Eubée            | 6                |
| Eurytanie        | 1                |
| Zante            | 1                |
| Élide            | 6                |
| Imathie          | 4                |
| Héraklion        | 8                |
| Thesprotie       | 1                |
| Thessalonique A  | 16               |
| Thessalonique B  | 7                |
| Ioannina         | 5                |
| Kavala           | 4                |
| Kardítsa         | 5                |
| Kastoria         | 2                |
| Corfou           | 3                |
| Céphalonie       | 1                |
| Kilkís           | 3                |
| Kozani           | 5                |
| Corinthie        | 4                |
| Cyclades         | 3                |
| Laconie          | 3                |
| Larissa          | 8                |
| Lassithi         | 2                |
| Lesbos           | 3                |
| Leucade          | 1                |
| Magnésie         | 5                |
| Messénie         | 5                |
| Xánthi           | 3                |
| Pella            | 4                |
| Piérie           | 4                |
| Préveza          | 2                |
| Réthymnon        | 2                |
| Rhodope          | 3                |
| Samos            | 1                |
| Serrès           | 7                |
| Tríkala          | 5                |
| Phthiotide       | 5                |
| Flórina          | 2                |
| Phocide          | 1                |
| Chalcidique      | 3                |
| La Canée         | 4                |
| Chios            | 2                |

### Démographie
Parmi les 300 députés de la XIVe législature du Parlement grec, 148 sont élus pour la première fois, 127 sont réélus, et 25 reviennent au Parlement après une période d'absence.
Le Parlement est composé de 244 hommes et 56 femmes.
Composition des groupes politiques de la XIVe législature du Parlement grec par genre des députés
- Femmes
- Hommes

## Dissolution

### Tentatives de formation d'un gouvernement
L'absence de majorité au Parlement entraîne l'application de la procédure des mandats exploratoires prévue par l'article 37 de la Constitution.
Le premier mandat exploratoire est confié le 7 mai au chef du parti arrivé en tête, le président de la Nouvelle Démocratie Antónis Samarás. Après avoir consulté les dirigeants de la SYRIZA, du PASOK, de la DIMAR et du Parti communiste de Grèce, il annonce que la formation d'un gouvernement de coalition est impossible et renonce à son mandat le soir même. Seul le PASOK était prêt à participer à un gouvernement, tandis que la DIMAR avait conditionné son soutien au ralliement de la SYRIZA. Le président des Grecs indépendants a quant à lui refusé de participer aux discussions.
Le président de la SYRIZA Aléxis Tsípras est chargé du deuxième mandat exploratoire le 8 mai. Il exclut de former un gouvernement d'union nationale avec la Nouvelle Démocratie et le PASOK, et rend son mandat après deux jours de consultations.
Le troisième mandat exploratoire revient au président du PASOK Evangélos Vénizélos le 10 mai. Celui-ci propose une coalition avec la Nouvelle Démocratie, la SYRIZA et la DIMAR, qui se heurte également au refus de la SYRIZA. Evangélos Vénizélos rend son mandat le 12 mai.
La consultation des dirigeants de parti par le président de la République débouche sur l'impossibilité de former un gouvernement d'union nationale. Le président de la République annonce le 15 mai la nomination d'un gouvernement de transition et l'organisation de nouvelles élections législatives.

### Gouvernement de transition et dissolution

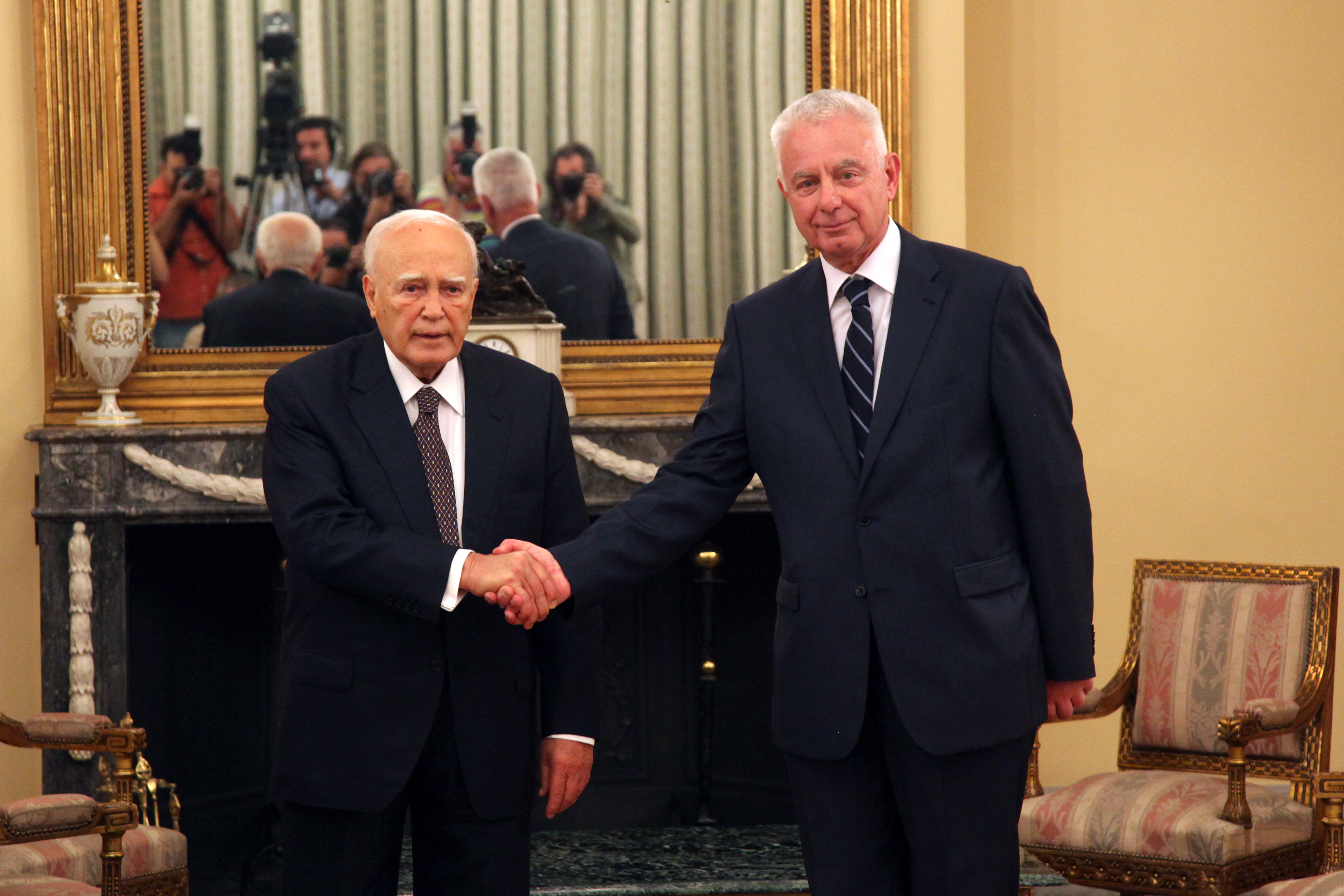
Le président de la République Károlos Papoúlias et le Premier ministre Panagiótis Pikramménos lors de son investiture le 16 mai 2012.

Le 16 mai 2012, le président du Conseil d'État Panagiótis Pikramménos est nommé Premier ministre. Il dirige un gouvernement de transition composé de technocrates jusqu'à la tenue des prochaines élections législatives.
Le président de la République dissout le Parlement grec le 19 mai et fixe l'organisation des élections législatives au 17 juin 2012.